# Николай Бошняк
Николай Константинович Бошняк е руски флотски офицер, капитан 2-ри ранг, пътешественик-изследовател.

## Биография

### Произход и младежки години (1830 – 1851)
Роден е на 15 септември 1830 година (3 септември, нов стил) в Костромска губерния, в благородно семейство. През 1842 постъпва в Морския кадетски корпус и го завършва през 1849 с първи офицерски чин – мичман.

### Амурска експедиция (1851 – 1855)
От 1851 до 1855 участва в Амурската експедиция на Генадий Невелски, който го назначава за началник на Николаевския пост (сега град Николаевск на Амур). През февруари и март 1852 с кучешки впрягове и пеша изследва западното крайбрежие на Сахалин от протока Невелски до река Дуе (около 200 км) и открива наличието на въглища. Пресича острова по откритата от него река Тим (329 км).
От април до юни 1852 изследва долното течение на Амур като описва езерото Удил и долните течения на вливащите се в него реки – Бичи и Пилда, а на десния бряг на Амур открива езерото Кизи.
През октомври и ноември изследва басейна на река Амгун (723 км) и открива езерата Еворон (230 – 590 км2) и Чукчагирско (740 км2), залива Чихачов (Дьо Кастри, 51°30′ с. ш. 140°50′ и. д. / 51.5° с. ш. 140.833333° и. д.) и Бурейнския хребет (2071 м).
От март до май 1853 г. изследва западния бряг на Татарския проток и на 23 май открива залива Советская гаван (Хаджи, 49°00′ с. ш. 140°20′ и. д. / 49° с. ш. 140.333333° и. д.) и издига там руския флаг. През 1853 основава селището Дьо Касти, на брега на залива Чихачов.
Материалите от неговите проучвания са отпечатани в няколко броя на „Морски сборник“ през 1858 и 1859 – „Экспедиции в Приамурском крае“, „Морской сборник“, 1858, т.38, №12; 1859, т.39, №1 – 2; т.40, №3.

### Следващи години (1856 – 1899)
След като приключва участието си в експедицията служи в Балтийския флот, като през 1858 – 1860 плава на фрегатата „Иля Муромец“ в Балтийско и Средиземно море. През 1865 поради здравословни причини се пенсионира с чин капитан 2-ри ранг.
Умира на 27 декември 1899 година (15 декември, нов стил) в Монца, Италия, където е на лечение.

## Памет
Неговото име носят:
- връх Бошняк – на остров Сахалин;
- нос Бошняк (51°23′49″ с. ш. 142°04′56″ и. д. / 51.396944° с. ш. 142.082222° и. д.) – на западния бряг на Сахалин;
- проход Бошняк – на остров Сахалин;
- река Бошняк – на остров Сахалин;
- скали Бошняк (51°24′ с. ш. 142°05′ и. д. / 51.4° с. ш. 142.083333° и. д.) – в Японско море, край западния бряг на Сахалин.